# مکس رکوردز
مکسول رکوردز (انگلیسی: Max Records؛ زادهٔ ۱۸ ژوئن ۱۹۹۷) یک هنرپیشه اهل ایالات متحده آمریکا است. وی از سال ۲۰۰۶ میلادی تاکنون مشغول فعالیت بوده‌است.
از فیلم‌ها یا برنامه‌های تلویزیونی که وی در آن نقش داشته است می‌توان به برادران بلوم و پرستار اشاره کرد.